# 라플라타 강의 전투
라플라타 강의 전투(The Battle Of The River Plate)는 영국에서 제작된 마이클 파월, 에머릭 프레스버거 감독의 1956년 액션, 모험, 전쟁, 드라마 영화이다. 존 그렉슨 등이 주연으로 출연하였고 마이클 파월 등이 제작에 참여하였다.

## 출연

### 주연
- 존 그렉슨
- 앤서니 퀘일

### 조연
- 이언 헌터
- 잭 그윌림
- 버나드 리
- 라이오넬 머턴
- 안소니 버쉘

## 제작진
- 미술: 아서 로슨